# Ferraguig
Ferraguig là một đô thị thuộc tỉnh Mascara, Algérie. Dân số thời điểm năm 2002 là 2.379 người.